# ناتورا 2000
ناتورا 2000 (بالإنجليزية: Natura 2000)‏ هي شبكة من المناطق المحمية في أراضي الاتحاد الأوروبي، وتتألف هذه الشبكة من مناطق خاصة للحفظ ومناطق خاصة للحماية وهي مُصممة على التوالي بموجب توجيه الموائل وتوجيه الطيور. تشمل الشبكة المواقع الأرضية والبحرية (مناطق بحرية محمية).

## خلفيّة
تُعتبر ناتورا 2000 شبكة من مناطق حماية الطبيعة في أراضي الاتحاد الأوروبي. وهي تتألف من مناطق الحفظ الخاصة ومناطق الحماية الخاصة المحددة بموجب توجيه الموائل وتوجيه الطيور، على التوالي. تشمل الشبكة مناطق محمية برية وبحرية.

## التاريخ
في مايو 1992، تبنت حكومات المجتمعات الأوروبية تشريعات مصممة لحماية الموائل والأنواع الأكثر تعرضًا للتهديد في جميع أنحاء أوروبا. توجيه الموائل يكمل توجيه الطيور الذي تم تبنيه في وقت سابق في عام 1979 ويشكلون معًا شبكة ناتورا 2000 للمناطق المحمية. يتطلب توجيه الطيور إنشاء مناطق حماية خاصة للطيور. يتطلب توجيه الموائل بالمثل المواقع ذات الأهمية المجتمعية التي تصبح بموافقة المفوضية الأوروبية مناطق خاصة للحفظ يتم تخصيصها لأنواع أخرى غير الطيور وأنواع الموائل (مثل أنواع معينة من الغابات والأراضي العشبية والأراضي الرطبة، إلخ.). تشكل مناطق الحماية الخاصة والمناطق الخاصة للحفظ معًا شبكة ناتورا 2000 للمناطق المحمية.
علاوة على ذلك، فإن شبكة ناتورا 2000 هي مساهمة الاتحاد الأوروبي في «شبكة الزمرد» للمناطق ذات الأهمية الخاصة للحفظ والتي تم إنشاؤها بموجب اتفاقية برن بشأن الحفاظ على الحياة البرية الأوروبية والموائل الطبيعية. ناتورا 2000 هو أيضا مساهمة رئيسية في برنامج عمل المناطق المحمية لاتفاقية التنوع البيولوجي. كشرط أساسي لتصبح عضوًا في الاتحاد الأوروبي، يتعين على الدول المنضمة إلى الاتحاد الأوروبي تقديم مقترحات لمواقع ناتورا 2000 التي تفي بنفس معايير الدول الأعضاء في الاتحاد الأوروبي. تمتلك بعض الدول الأعضاء الجديدة مناطق واسعة مؤهلة للحماية بموجب التوجيهات ولم يكن التنفيذ دائمًا بسيطًا. يتم اختيار مواقع ناتورا 2000 من قبل الدول الأعضاء والمفوضية الأوروبية وفقًا لمعايير علمية صارمة وفقًا للتوجيهين المذكورين أعلاه. يتم تحديد مناطق الحماية الخاصة مباشرة من قبل كل دولة عضو في الاتحاد الأوروبي، بينما تتبع مناطق الحفظ الخاصة عملية أكثر تفصيلاً: يجب على كل دولة عضو في الاتحاد الأوروبي تجميع قائمة بأفضل مناطق الحياة البرية التي تحتوي على الموائل والأنواع المدرجة في توجيه الموائل؛ يجب بعد ذلك تقديم هذه القائمة إلى المفوضية الأوروبية، وبعد ذلك سيتم إجراء عملية تقييم واختيار على المستوى الأوروبي من أجل أن تصبح موقع ناتورا 2000.
يقسم توجيه الموائل أراضي الاتحاد الأوروبي إلى تسع مناطق جغرافية حيوية  لكل منها تماسكها البيئي. يتم اختيار مواقع ناتورا 2000 وفقًا للظروف في كل منطقة جغرافية حيوية، وبالتالي تمثل المواقع المختارة الأنواع وأنواع الموائل في ظل ظروف طبيعية مماثلة عبر مجموعة من البلدان. يحتوي كل موقع من مواقع ناتورا 2000 على نموذج تعريف فريد يسمى نموذج البيانات القياسي. يستخدم هذا النموذج كمرجع قانوني عند تقييم إدارة الأنواع والموائل من خلال مفهوم حالة الحفظ الملائمة. يعد (أو تُعدُّ حسب السياق) ناتورا 2000، أداة لاستكشاف الشبكة وإتاحة الوصول إلى كل نموذج بيانات قياسي.

## الحالة الحالية
ناتورا 2000 تحمي 27312 موقعًا بمساحة أرضية 787606 كم 2 (حوالي 18 بالمائة من أراضي دول الاتحاد الأوروبي) ومنطقة بحرية 360,350 كم 2 في عام 2017، ويعتبر شبه مكتمل في البيئة الأرضية للاتحاد الأوروبي. لم تكن عملية التصنيف دائمًا سلسة كما تظهر إجراءات التعدي على الدول الأعضاء. في حين أن تعيين المواقع قد يكون شبه كامل، فإن إدارة وإنفاذ الحماية على المواقع أقل تقدمًا والعديد من المواقع تفتقر إلى خطط الإدارة. واجهت ناتورا 2000 انتقادات من المطورين والمزارعين والسياسيين الذين يخشون أن الحفاظ على الموائل والأنواع يعيق التنمية. 251564 تم تعيين km 2 على أنها ناتورا 2000 في البيئة البحرية في عام 2013. لا تعتبر الشبكة في المناطق البحرية مكتملة وتعترف بها المفوضية على أنها «تحد رئيسي لسياسة التنوع البيولوجي في الاتحاد الأوروبي في السنوات القادمة». يمكن أن تختلف مواقع ناتورا 2000 اختلافًا كبيرًا في طبيعتها. ليست محمية بشكل صارم من حيث كيفية السماح باستخدامها من قبل الناس. العديد من المواقع مزروعة وتشجير وبعضها موجود في مناطق حضرية. مناطق أخرى أكثر وحشية بكثير. وضعت المفوضية الأوروبية إرشادات حول العلاقة بين ناتورا 2000 والمناطق البرية التي يعتقد أنها تشكل حوالي 13٪ من الشبكة. كان هذا ردًا على تقرير صادر عن أعضاء البرلمان الأوروبي في عام 2009 والذي دعا إلى مزيد من الحماية لبرية أوروبا.

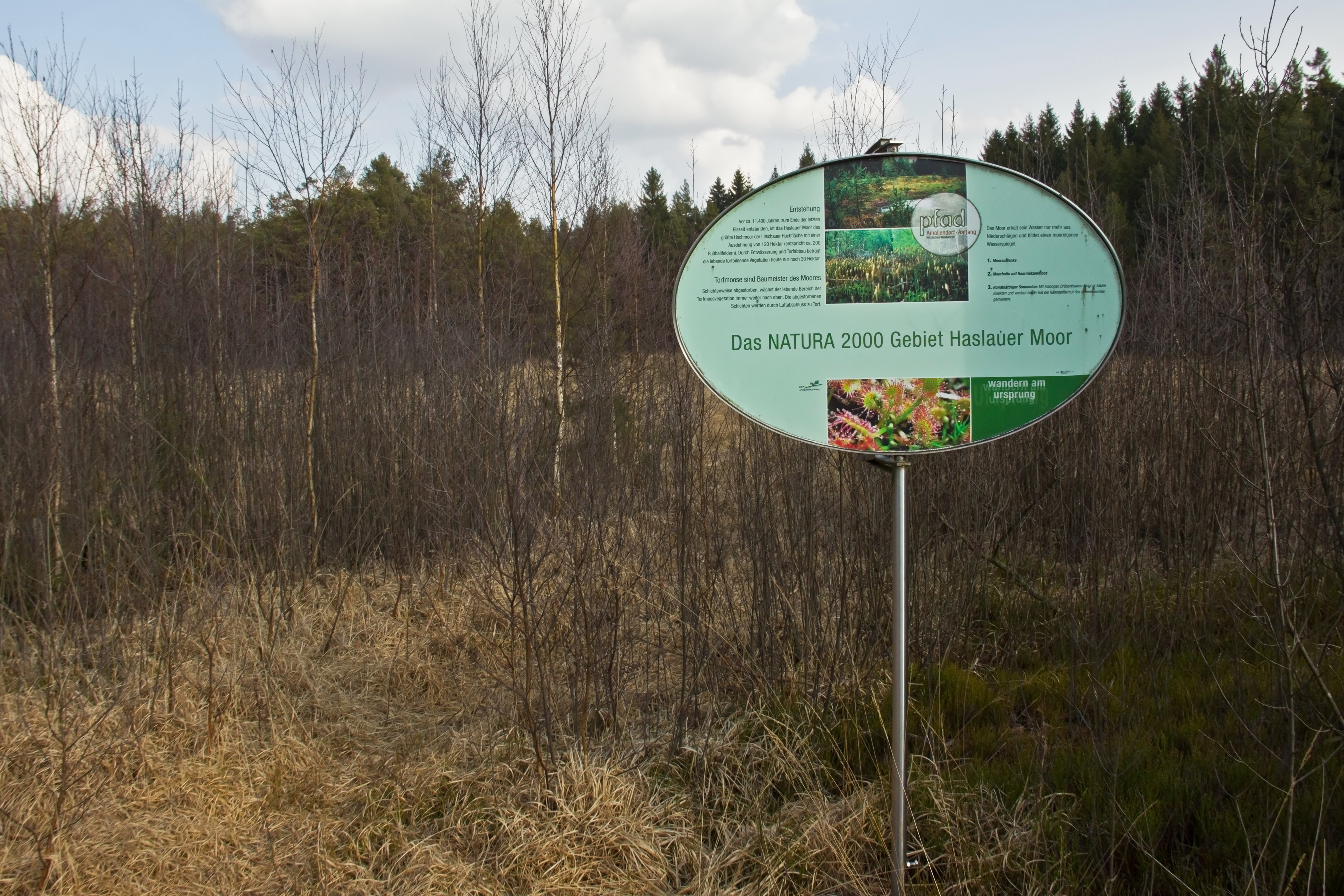
لافتة تحدد "منطقة ناتورا 2000" (محمية هاسلور مور الطبيعية) في النمسا
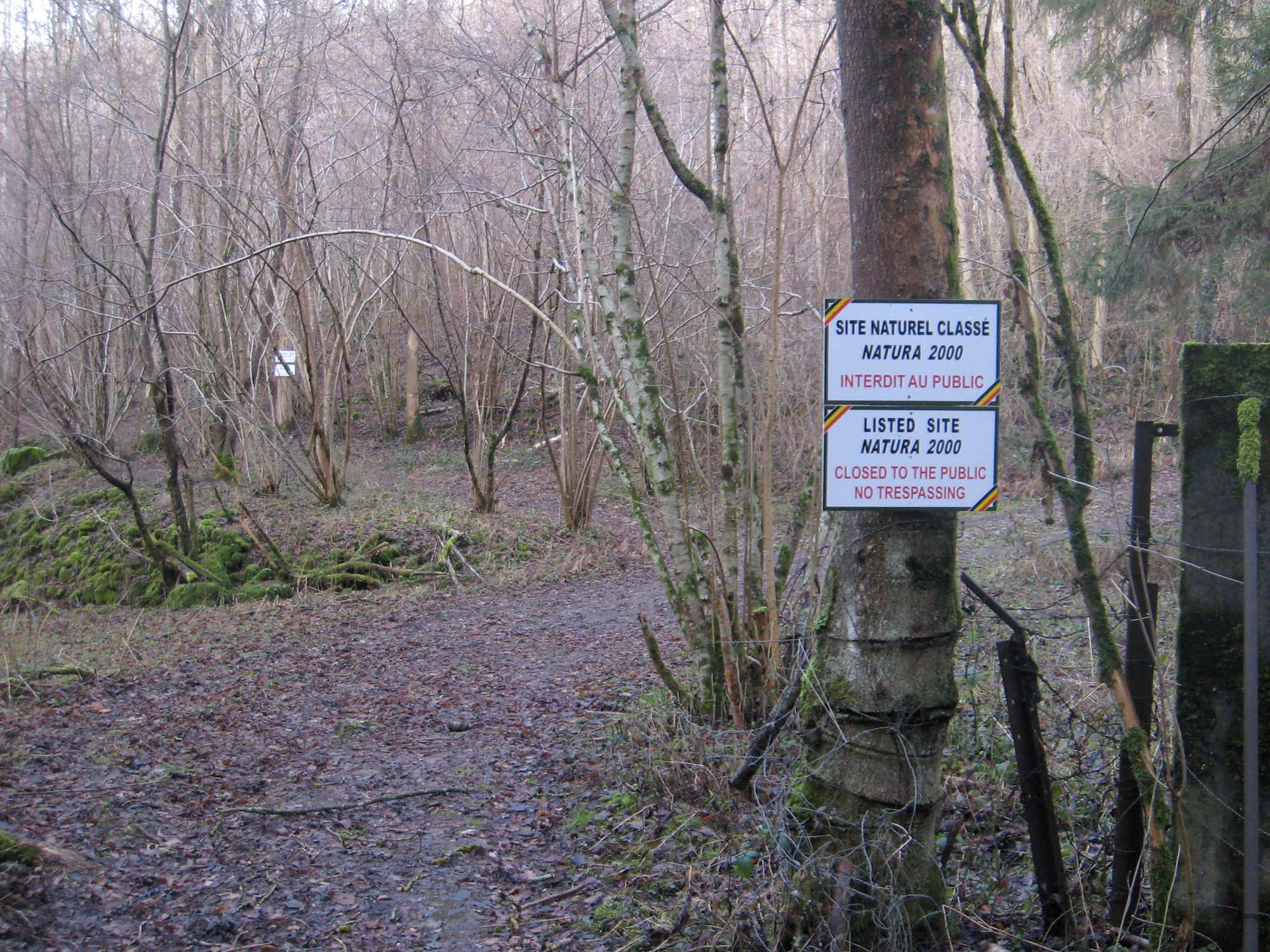
لافتة تُحدّد موقع ناتورا 2000 في بلجيكا.
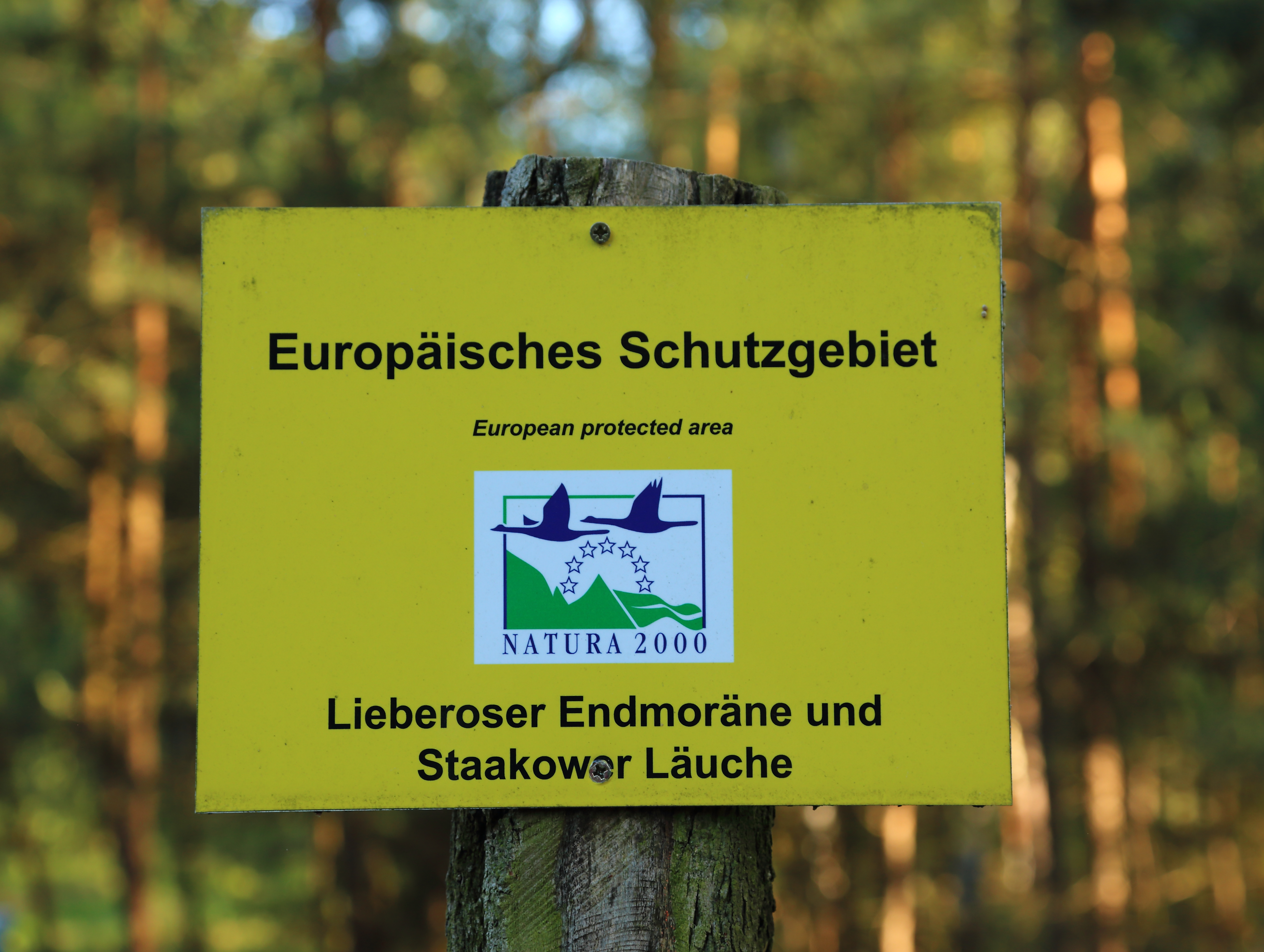
علامة تحدد "منطقة محمية أوروبية" (منطقة محمية خاصة باسم ليبيروسر إندمورين وستاكوير لاوش) في ألمانيا
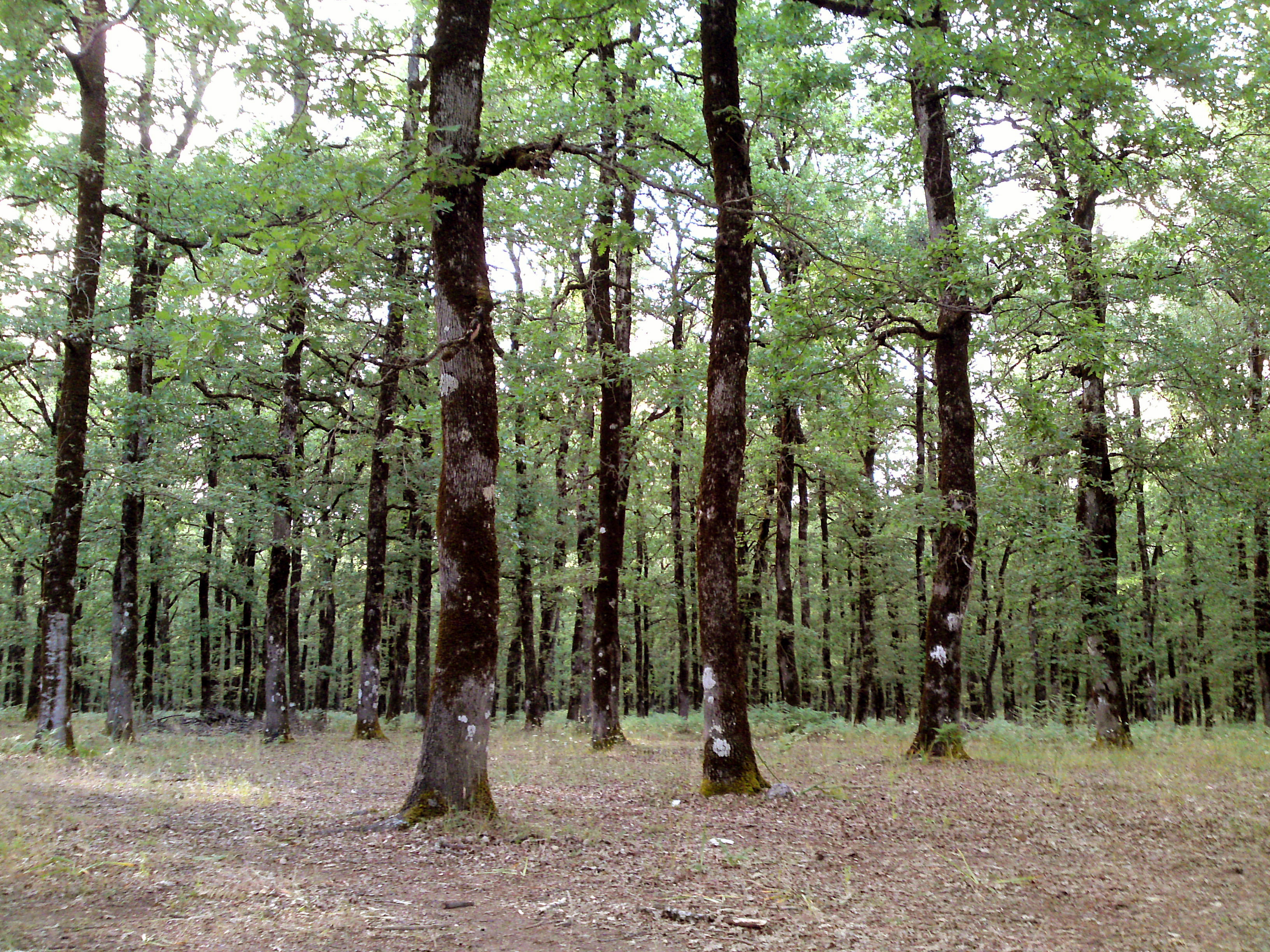
[[Foloi oak forest|غابة البلوط فولوي في اليونان وهي موقع ناتورا 2000.
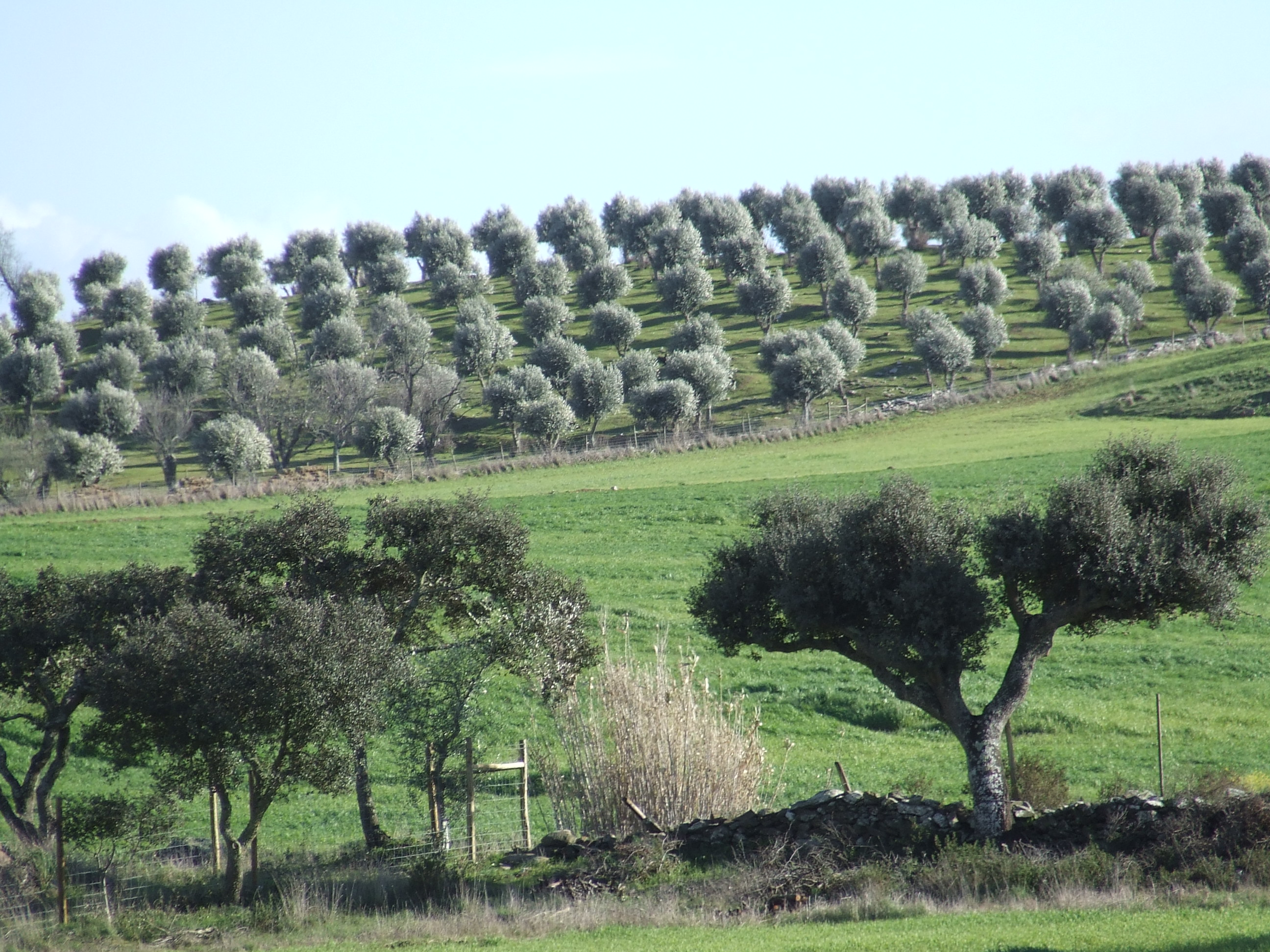
كاسترو فيردي وهي ضمن موقع ناتورا 2000 في البرتغال
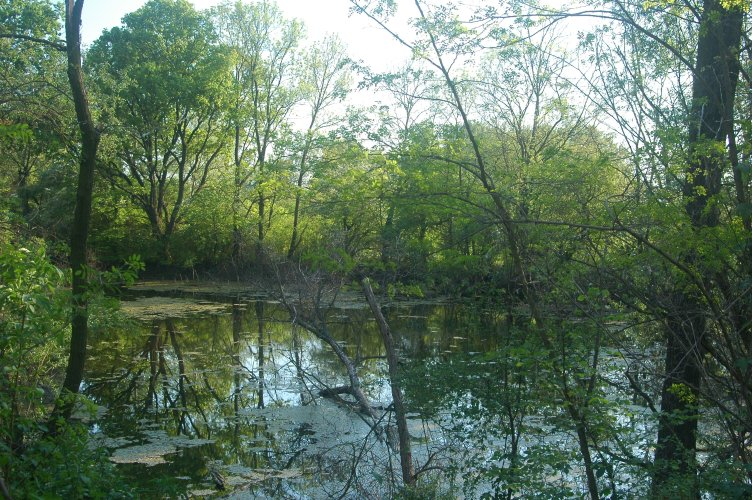
محلّة ناتورا 2000 في سلوفاكيا
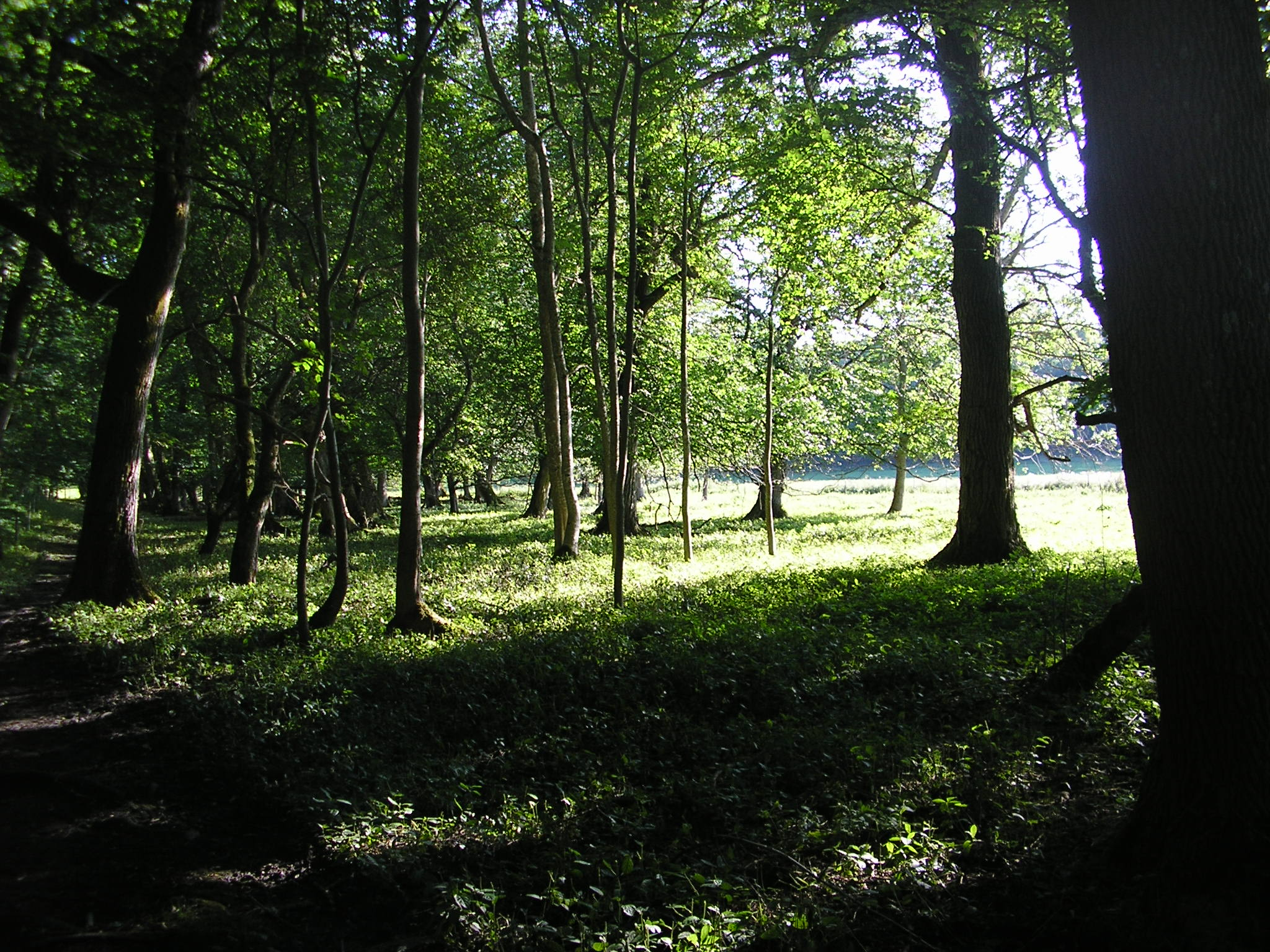
محميّة نافيركرار في السويد، هو موقع ناتورا 2000.
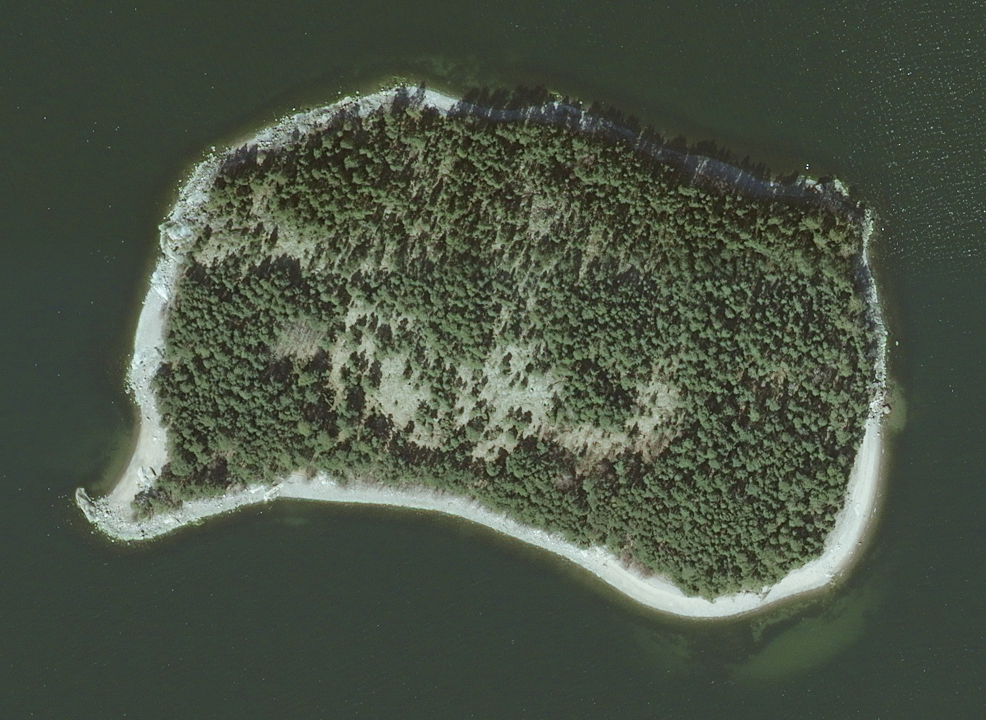
تصوير جوي لجزيرة أومينيان، وهي موقع ناتورا 2000 في فنلندا
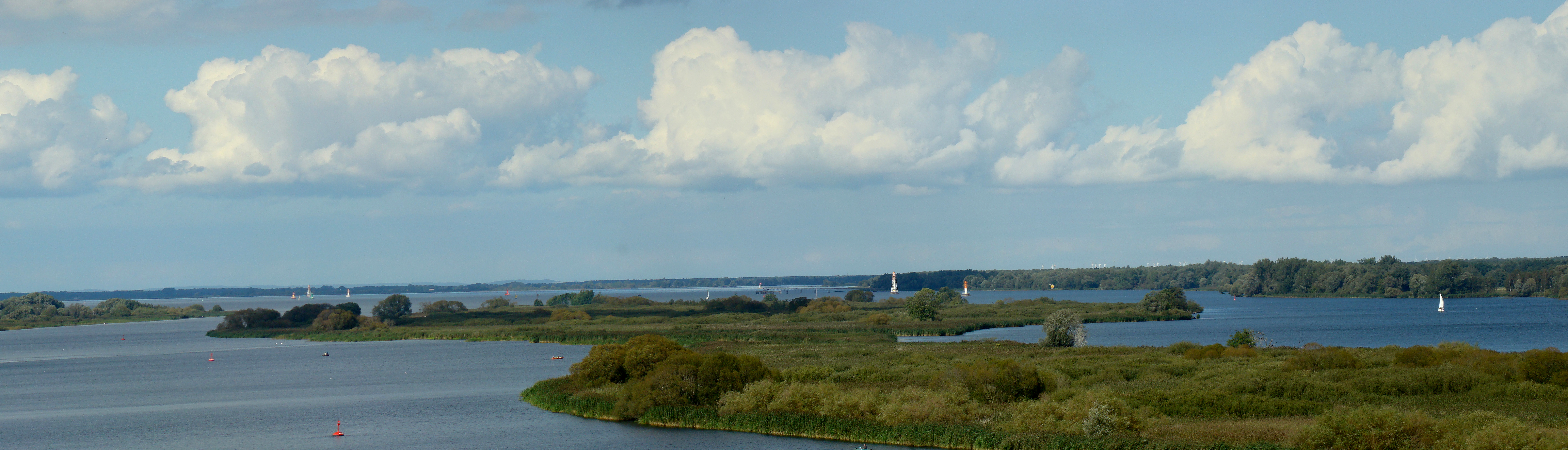
محليّة ناتورا 2000 في بولندا (مصب نهر أودر وبحيرة شتشيتسين)
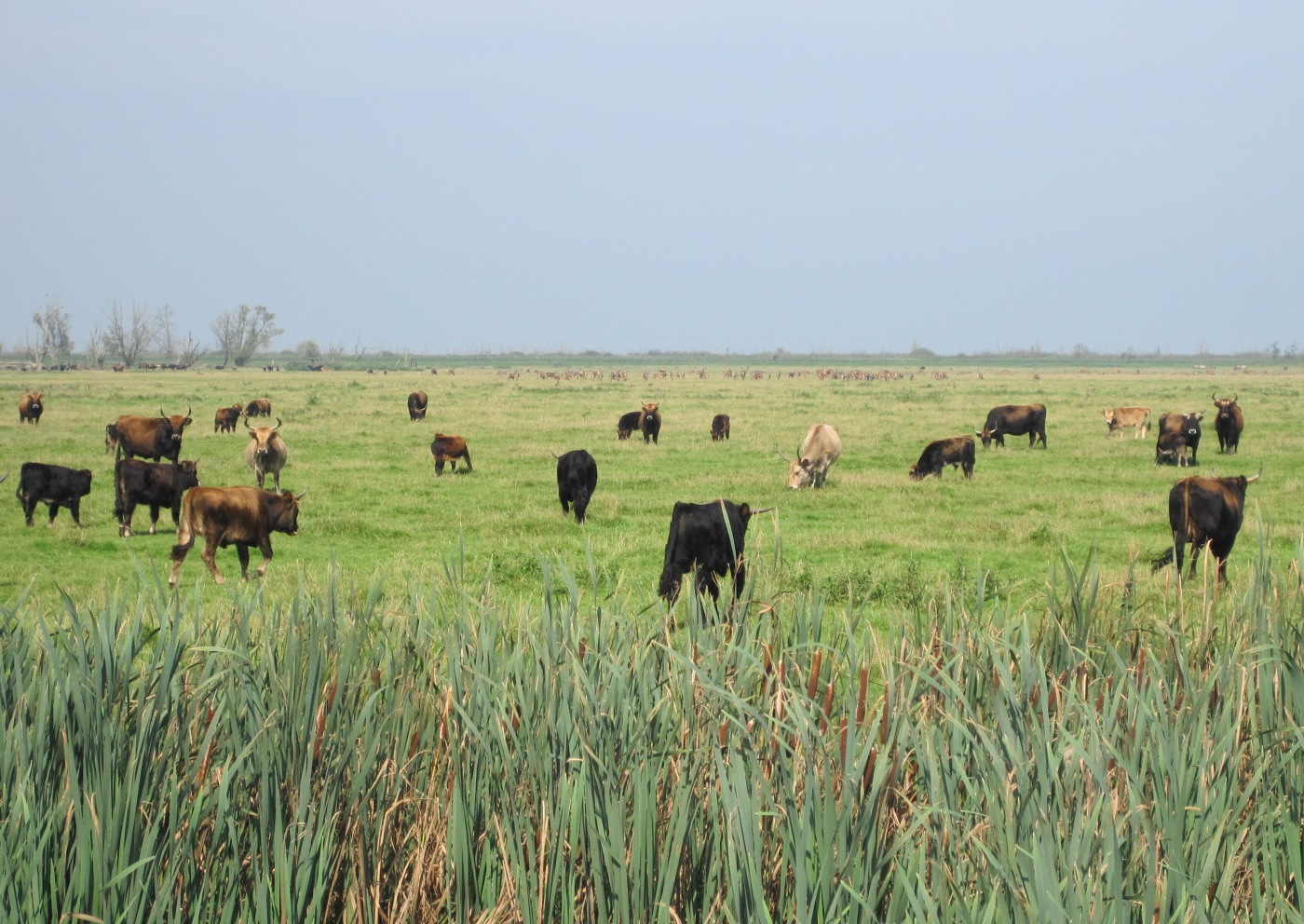
يعد أوستفارديسبلان أحد مواقع ناتورا 2000 في هولندا.

## رفع الوعي
شبكة ناتورا 2000 ليست معروفة جيدًا بين مواطني الاتحاد الأوروبي؛ فقط 11٪ من المواطنين يعرفون ما كان عليه عام 2013. كجزء من إستراتيجية الاتحاد الأوروبي للتنوع البيولوجي، التزمت المفوضية الأوروبية برفع مستوى الوعي حول الشبكة والتنوع البيولوجي بشكل عام مع الجمهور. بشكل عام، تعتبر مواقع ناتورا 2000 بمثابة حظر للتطوير بالنسبة لمعظم المواطنين. منذ ظهوره في بعض المناطق، رأى المواطنون فقط القيود والموانع دون أي مزايا محلية للمنطقة المحددة. يزداد الارتباك بشكل أكبر لأنه في عملية التعيين كموقع ناتورا 2000، لم تشارك المجتمعات المحلية. التوثيق لمناطق مختلفة تم القيام به من قبل منظمات غير حكومية مختلفة لا تنتمي إلى مناطق محددة دون معرفة المناطق، مع دراسات محدودة وتجاهل مصالح المجتمعات المحلية. بسبب هذا النقص في الوعي، لا يعرف معظم المواطنين عواقب الانتماء إلى موقع ناتورا 2000. 

### ناتورا 2000 يوم
من أجل زيادة الوعي بشبكة ناتورا 2000، تم تحديد 21 مايو «يوم ناتورا 2000». وهذا يسبق «اليوم الدولي للتنوع البيولوجي» في 22 مايو. جاءت المبادرة من سيو / بيرد لايف الذي سعى وحصل على تمويل من برنامج الحياة البريّة + من أجل تحسين المعرفة بهذه الشبكة. في عام 2013، تم الاحتفال بيوم ناتورا 2000 الأول بهدف توعية المواطنين بأهمية شبكة ناتورا 2000 في حياتهم. منذ ذلك الحين، في 21 مايو من كل عام والأسابيع السابقة له، يتم اتخاذ إجراءات توعية في جميع أنحاء أوروبا. على سبيل المثال، في عام 2014، تم تشجيع طلاب المدارس والسياسيين في جميع أنحاء الاتحاد الأوروبي على القيام بإيماءة الفراشة ونشر الصور على وسائل التواصل الاجتماعي لزيادة الوعي.

### جائزة ناتورا 2000
تم إطلاق جائزة ناتورا 2000، من قبل المفوضية الأوروبية في عام 2013، مع منح الجوائز الأولى في يوم ناتورا 2000 في عام 2014. تهدف الجائزة السنوية إلى زيادة الوعي بشبكة ناتورا 2000، وإبراز التميز وتشجيع التواصل بين الأشخاص العاملين في مواقع ناتورا 2000. تمنح جوائز لأولئك الذين يعملون على إدارة أو زيادة الوعي حول ناتورا 2000 في خمس فئات جائزة: الحفظ؛ المنافع الاجتماعية والاقتصادية؛ تواصل؛ التوفيق بين المصالح والتصورات؛ التعاون عبر الحدود والشبكات. في عامها الأول، تم اختيار الفائزين من بلغاريا ورومانيا وجمهورية التشيك وبلجيكا وإسبانيا.

## الجدل
يرجع تاريخ تشريع ناتورا 2000، لا سيما مع اختبار الموائل (أو: تقييم الموائل، المادة 6 من توجيه الموائل)، إلى الأيام التي لم يكن فيها تغير المناخ مشكلة ولم يتم تطوير مفهوم خدمات النظام البيئي بشكل جيد. ومن ثم، أثار كيستينكاس في أدبيات القانون الدولي السؤال، لم يكن تقييم الموائل مصممًا في الأصل لتحقيق توازن بين جميع خدمات النظام البيئي ذات الصلة أو لإشراك تغير المناخ في التقييم. على الرغم من حماية أهداف الحفاظ على الطبيعة بشكل جيد، إلا أن إعادة التفكير في تقييم الموائل قد يكون ضروريًا في ضوء قانون المناخ الجديد كجزء من الصفقة الخضراء الأوروبية على سبيل المثال. في أدبيات القانون الأوروبية، ناقش بورغستروم وكيستينكاس بعض أوجه عدم التوافق المحتملة في المستقبل لاختبار الموائل ناتورا 2000 مع سياسات البنية التحتية الخضراء الجديدة للاتحاد الأوروبي.
في أواخر عام 2010، كان تقييم الموائل على أساس ما يسمى بأزمة النيتروجين في هولندا مثل محكمة الاتحاد الأوروبي (C-293/17 وC-294/17، ECLI: EU: C: 2018: 882) حكمت على الزراعة القريبة من مواقع ناتورا 2000. في بعض الدول الأعضاء الأخرى، مثل بلغاريا، كانت هناك انتقادات بشأن عدم توصيل المشروع بشكل جيد مسبقًا. أدى ذلك إلى أعمال البناء في منطقة كالياكرا في بلغاريا، بما في ذلك توربينات الرياح وملعب للجولف. ثم تم إخبار مالكي الأراضي بأنهم قد لا يستخدمون أراضيهم بطرق معينة، وإلا فسيتم استخدام إجراءات عدم الامتثال ضد بلغاريا. أدى ذلك إلى احتجاجات من قبل أصحاب الأراضي.

### قراءة معمّقة
- ناتورا 2000: حماية التنوع البيولوجي في أوروبا، نُشر في 2008/11/11، في كتاب رقمي باللغة الإنجليزية أو في كتاب ورقي ((ردمك 978-92-79-08308-2)).
- الموقع الرسمي
- ناتورا 2000 - خريطة تفاعلية (وكالة البيئة الأوروبية)
- تحميل بيانات ناتورا 2000 - الشبكة الأوروبية للمواقع المحمية (وكالة البيئة الأوروبية)
- نشرة ناتورا 2000 الإخبارية (الإنجليزية، الفرنسية، الألمانية، الإسبانية، الإيطالية)
- جائزة ناتورا 2000
- مخطط جائزة ناتورا 2000 - تقرير المقارنة البيئية، 2015
- مركز الموضوعات الأوروبي في التنوع البيولوجي
- مبادرة شبكة Natura - ناتورا 2000 في العمل
- مناطق من الألف إلى الياء ذات أهمية التنوع البيولوجي: ناتورا 2000
- ناتورا 2000 والبيئة البحرية
- قائمة صفحات الويب ناتورا 2000 للدول الأعضاء في الاتحاد الأوروبي

ألمانيا
- تجربة الطبيعة تُظهر NRW 200 منطقة من مناطق ناتورا 2000 مع الصور ومقاطع الفيديو
- ما هو NATURA 2000 ؟ معلومات مفيدة لأصحاب الأراضي والمقيمين ومقدمي السياحة في مواقع NATURA 2000

ناتورا 2000 في السياق العالمي
- المرصد الرقمي للمناطق المحمية (DOPA)